# Schlosskirche Schleiden

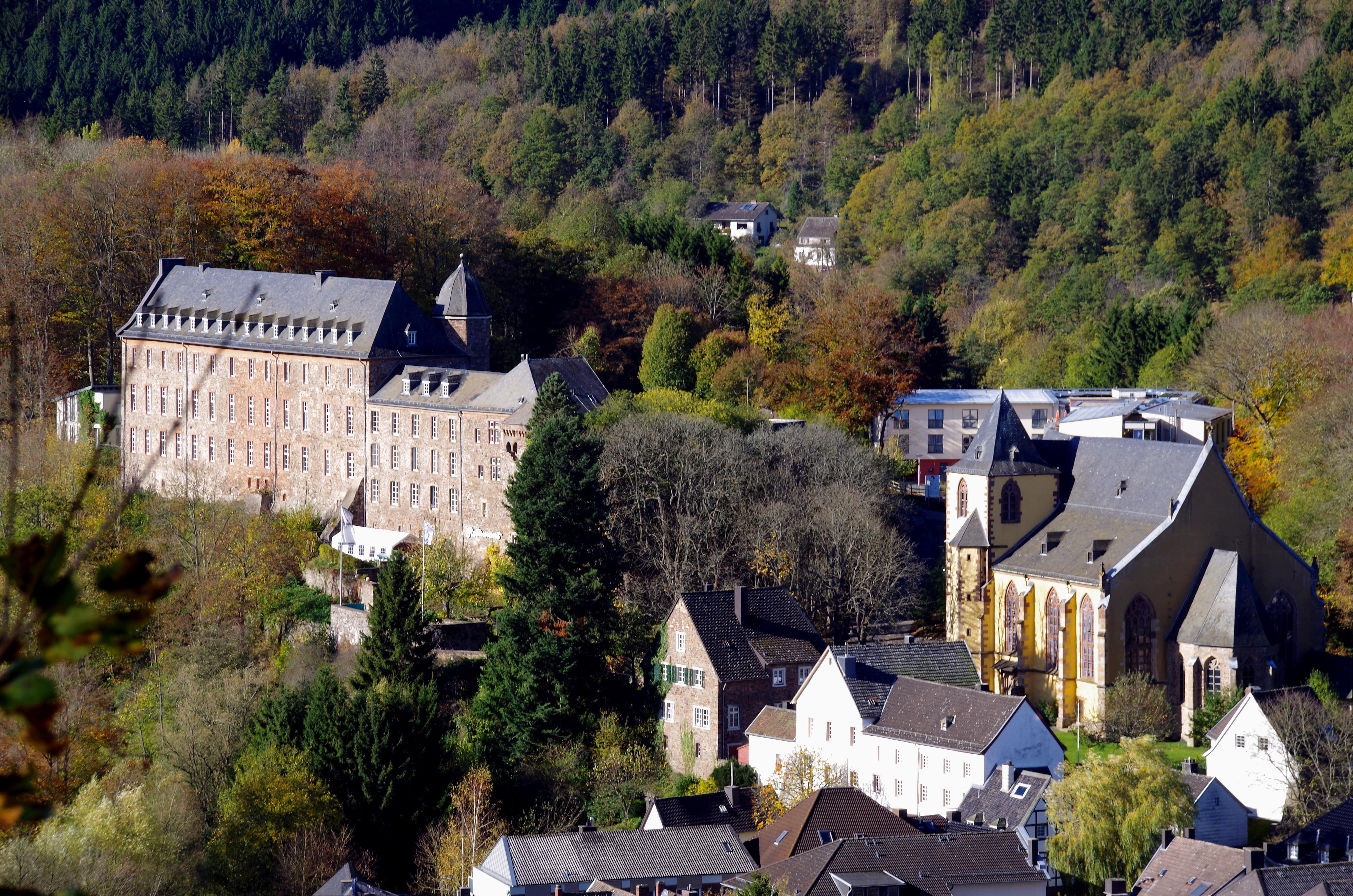
Schlossberg Schleiden

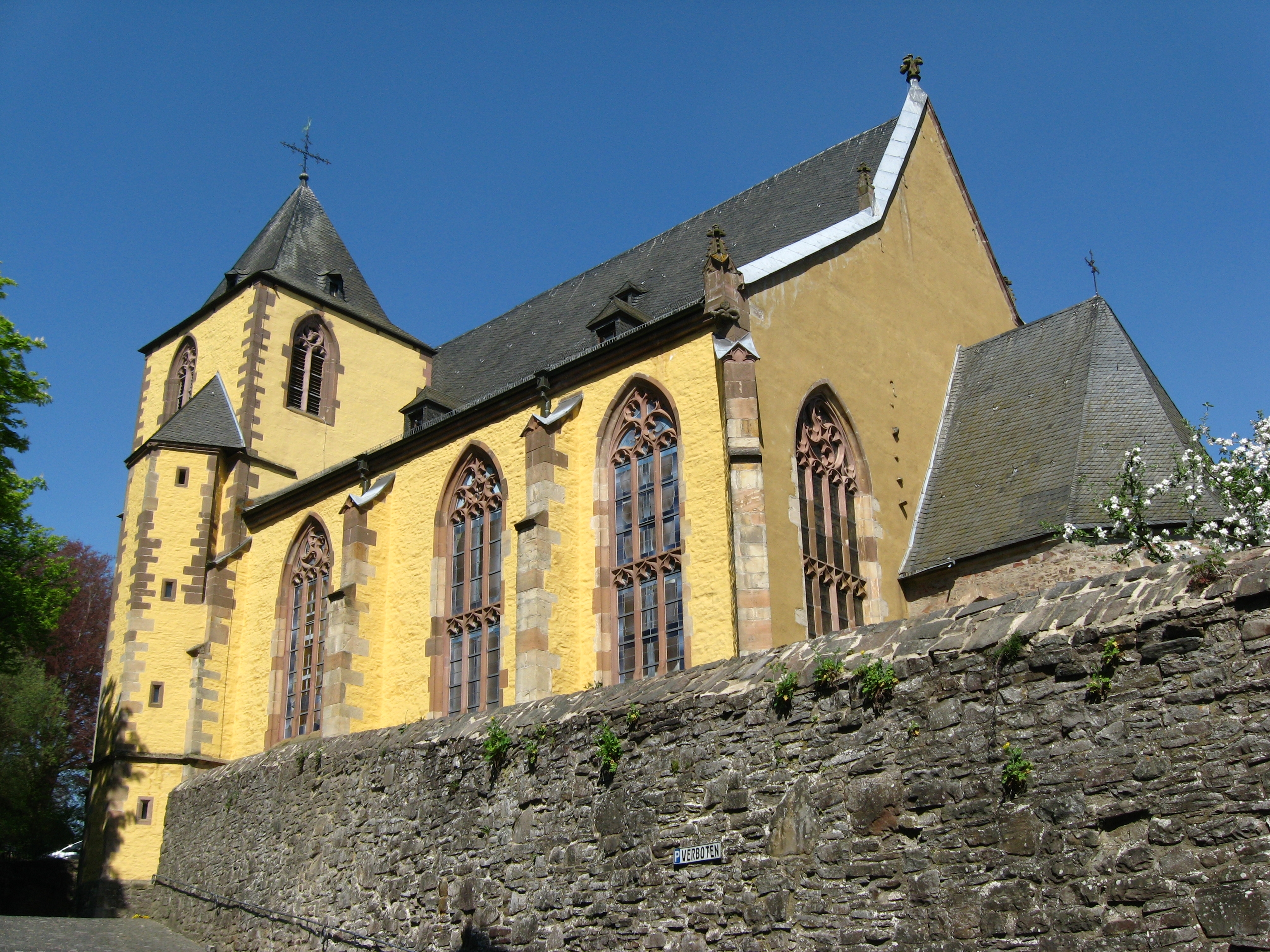
Schlosskirche Schleiden

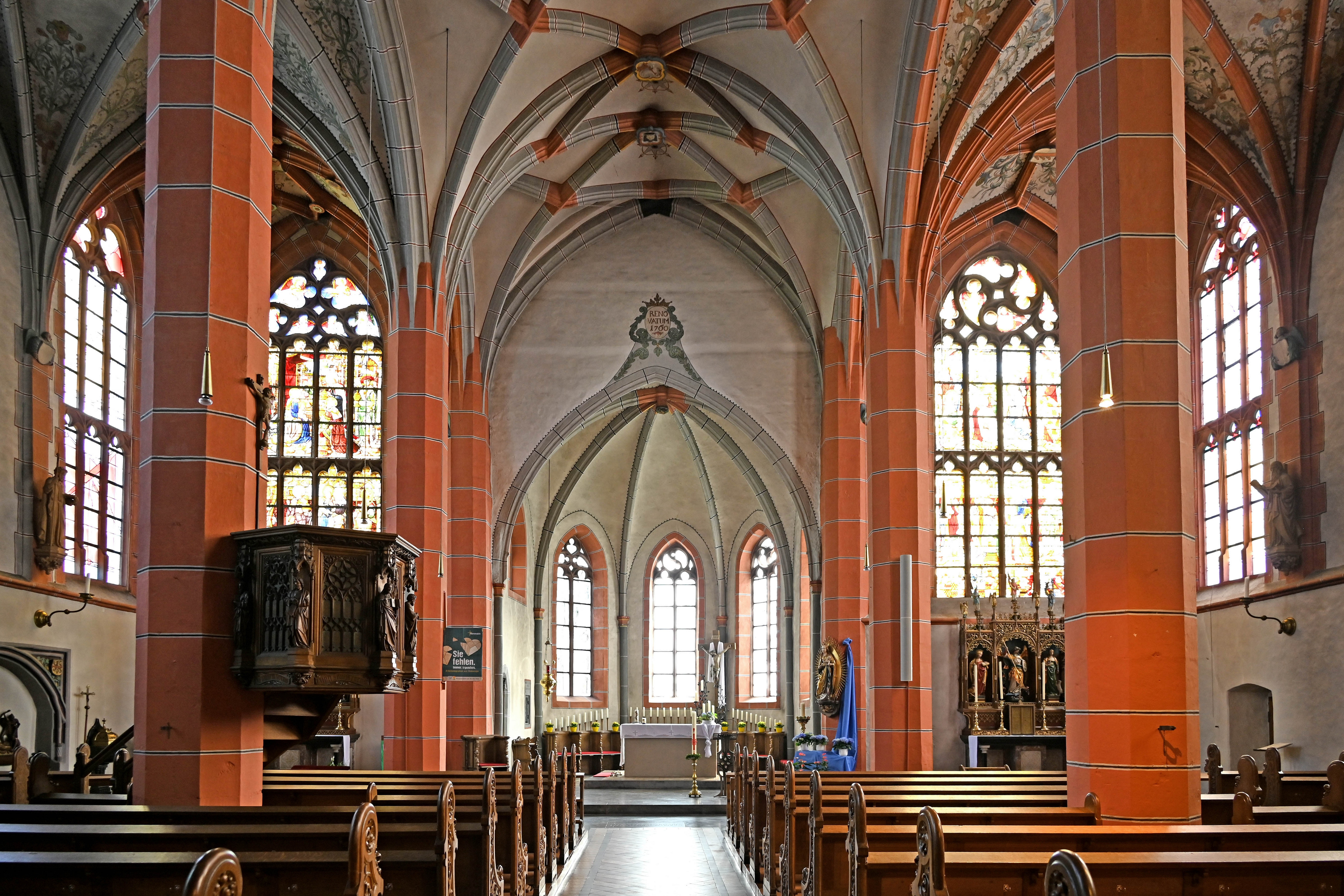
Innenraum

Die Schlosskirche Schleiden (katholische Pfarrkirche „St. Philippus und Jakobus“) ist eine dreischiffige Kirche aus dem frühen 16. Jahrhundert in der Stadt Schleiden, die heute zu den bedeutendsten spätgotischen Hallenkirchen der Nordeifel gehört.

## Geschichte
In direkter Lage zur Burg Schleiden wurde im frühen 13. Jahrhundert durch die adeligen Burgherren eine Kapelle errichtet und im Jahre 1230 geweiht. 1340 ließen die Herren zu Schleiden, die Grafen von Luxemburg, ihre Familienkapelle durch eine gotische Kirche ersetzten; der Chor aus dieser Zeit ist bis heute erhalten geblieben.
Das Adelsgeschlecht derer von Manderscheid beauftragte im frühen 16. Jahrhundert den Kyllburger Kirchenbaumeister Johann Vianden damit, eine dreischiffige Kirche an gleicher Stätte zu errichten. In der Zeit von 1516 bis 1525 entstand der spätgotische Hallenbau, unter architektonischer Verwendung von Netz- und Sterngewölben, in seiner heutigen Form. Die Familiengruft der Erbauer „derer von Manderscheid“ befindet sich vor dem Chor und wurde mit einer Steinplatte verschlossen.

## Ausstattung
An den Stirnseiten der beiden Seitenschiffe befinden sich jeweils Bleiglasfenster aus der Zeit um 1533, mit den christlichen Motiven „Anbetung der Könige“ und „Beweinung Christi“ sowie Bildnissen, welche die Fensterstifter Graf Dietrich IV. von Manderscheid-Schleiden, seine Ehefrau Margaretha von Sombreff und den Abt von Prüm und Stablo-Malmedy, Wilhelm von Manderscheid-Kail, am Betpult darstellen.
Zur Kirchenausstattung gehören weiterhin ein Standbild der „Madonna auf der Mondsichel“ aus dem frühen 16. Jahrhundert, ein Marmorsarkophag der Sibylla von Hohenzollern, die im Jahre 1621 als erste Ehefrau des Burgherren Graf Ernst von der Marck verstorben war. Zwei Tafelbilder, die der Werkstatt des Malers Colijn de Coter zugeschrieben werden sind aus der Zeit um 1500, „Ecce Homo“ und „Letztes Abendmahl“. Diese beiden verbliebenen Flügel könnten einmal zu einem Schnitzaltar oder einem Triptychon gehört haben. Des Weiteren gehört ein Epitaph Dietrichs IV. aus 1590 zu den historischen Sehenswürdigkeiten der Kirchenausstattung.

## König-Orgel

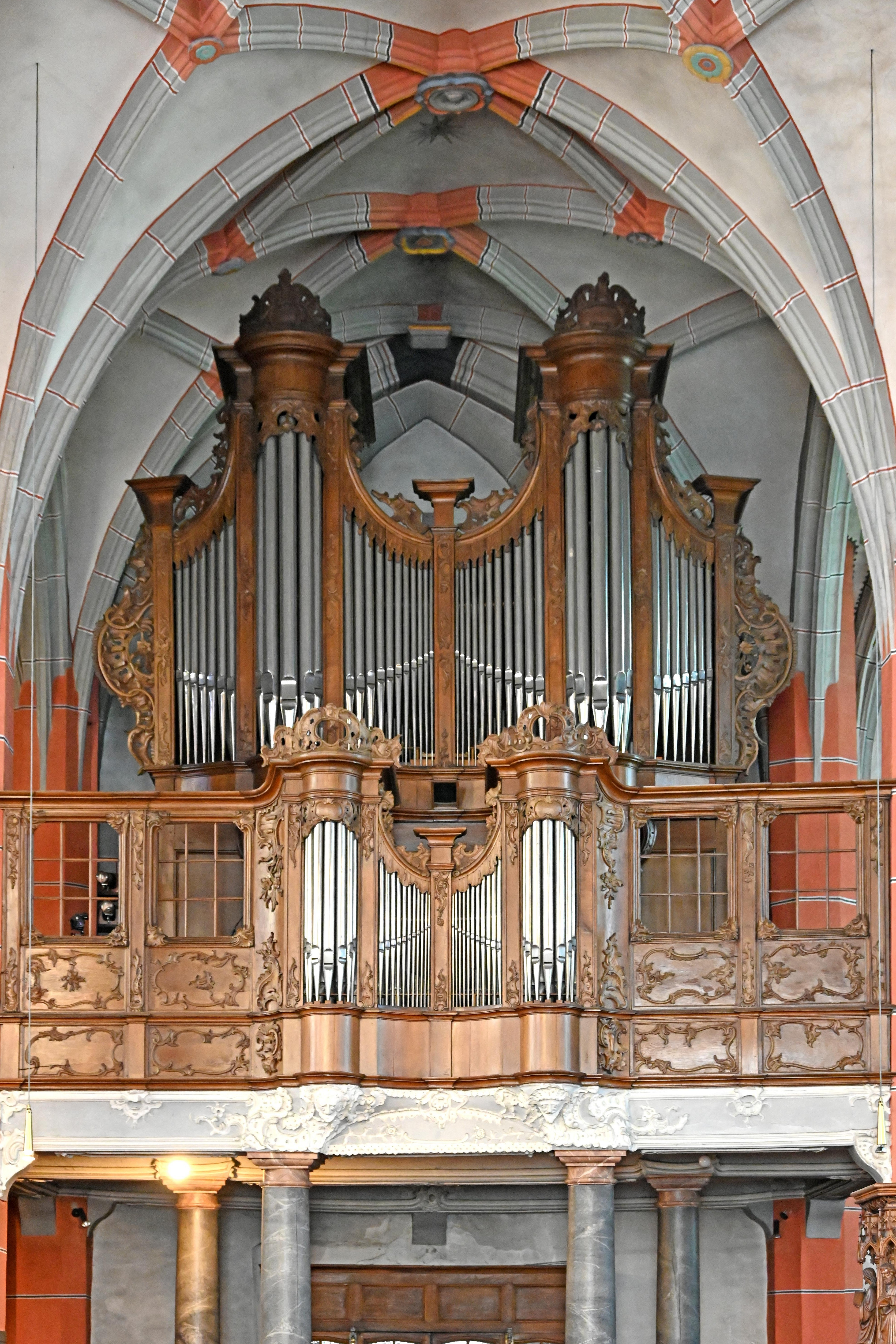
Orgel von Christian Ludwig König

Die Schlosskirche Schleiden besitzt eine Orgel mit weitgehend im Original erhalten gebliebenem Werk des Orgelbauers Christian Ludwig König aus dem Jahre 1770. Das Gehäuse des Musikinstruments wurde im Stil des Rokoko gestaltet. Das Instrument hat 30 Register auf zwei Manualen und Pedal.
| I Rückwerk C–d3 |                |       |
| 1.              | Hollpfeif      | 8′    |
| 2.              | Flaut traver D | 8′    |
| 3.              | Praestant      | 4′    |
| 4.              | Flaut dous     | 4′    |
| 5.              | Superoctav     | 2′    |
| 6.              | Quint          | 1 ⁄3′ |
| 7.              | Carillon III D |       |
| 8.              | Mixtur III     |       |
| 9.              | Hautbois D     | 8′    |
| 10.             | Vox humana 8′  |       |
|                 | Tremulant      |       |

| II Hauptwerk C–d3 |             |        |
| 11.               | Bourdon     | 16′    |
| 12.               | Praestant   | 8′     |
| 13.               | Hollpfeif   | 8′     |
| 14.               | Gemshorn    | 8′     |
| 15.               | Octav       | 4′     |
| 16.               | Flaut       | 4′     |
| 17.               | Quint       | 3′     |
| 18.               | Superoctav  | 2′     |
| 19.               | Terz        | 1 3⁄5′ |
| 20.               | Mixtur V    |        |
| 21.               | Cornet IV D |        |
| 22.               | Trompet B/D | 8′     |
| 23.               | Clarin B    | 4′     |

| Pedal C–f1 |             |     |
| 24.        | Violon      | 16′ |
| 25.        | Subbass     | 16′ |
| 26.        | Octav       | 8′  |
| 27.        | Gedecktbass | 8′  |
| 28.        | Choralbass  | 4′  |
| 29.        | Bombart     | 16′ |
| 30.        | Trompet     | 8′  |

- Koppeln: I/II, I/P, II/P

Schlosskirche Schleiden
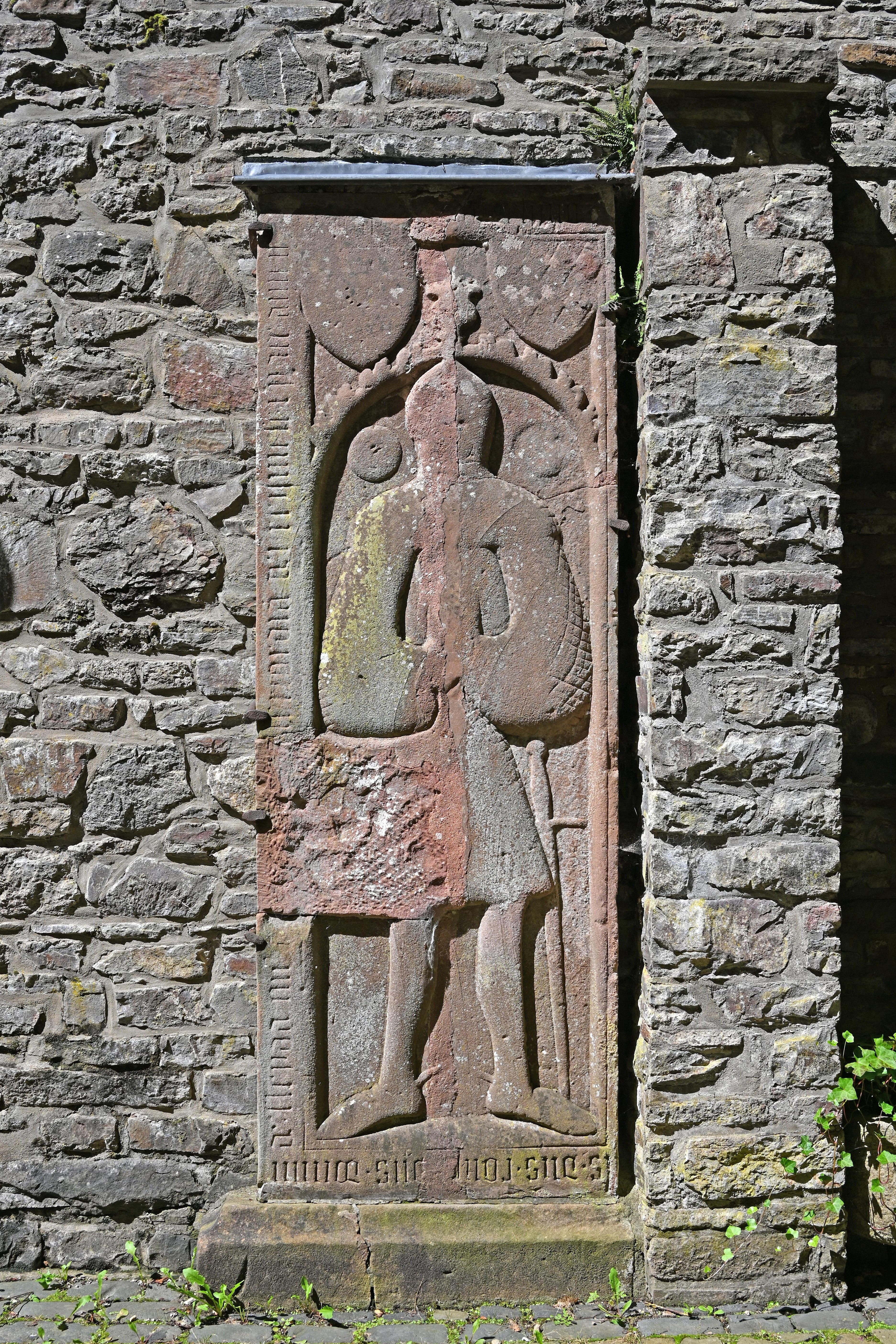
Grabplatte Konrad V
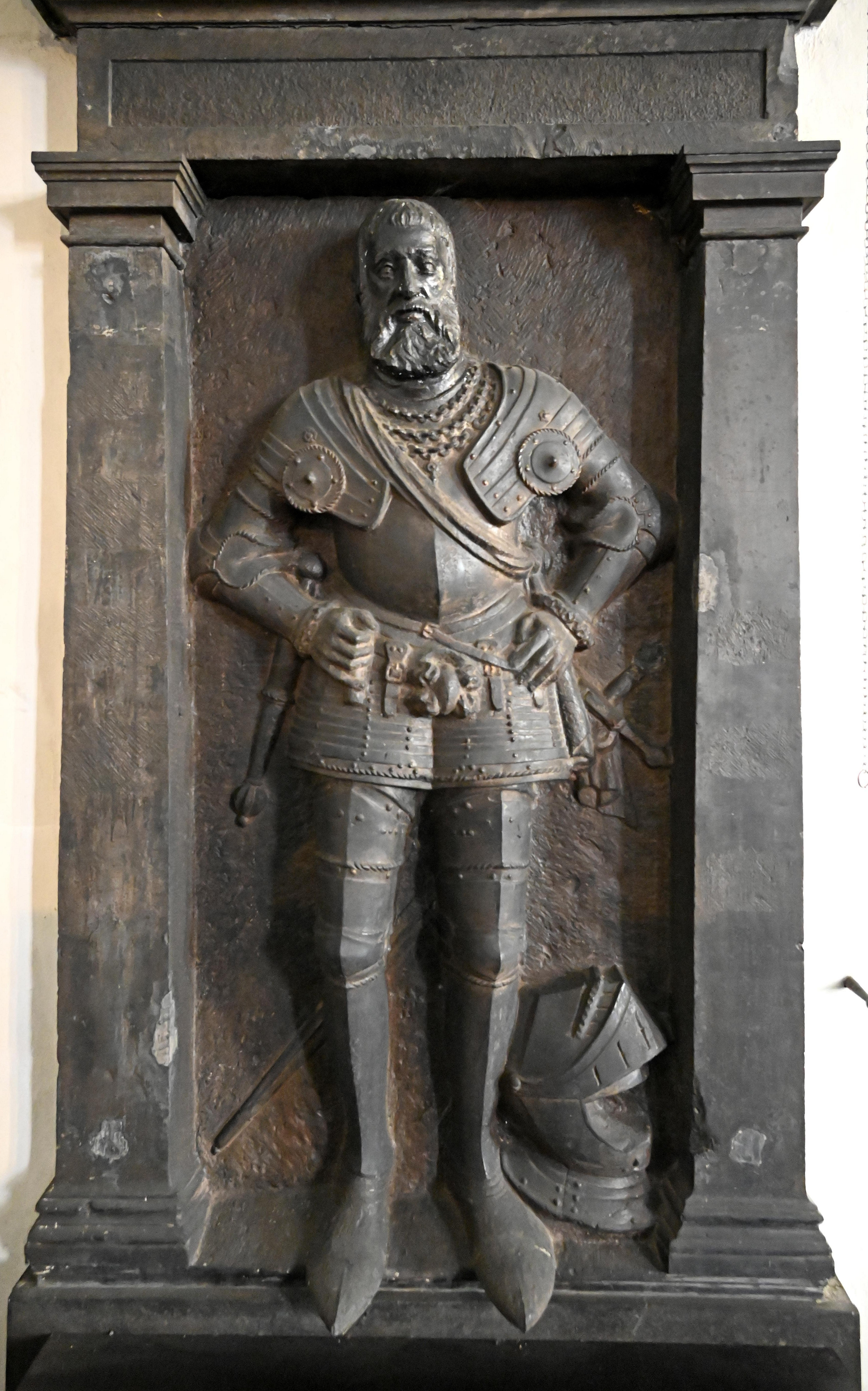
Grab Dietrich IV.
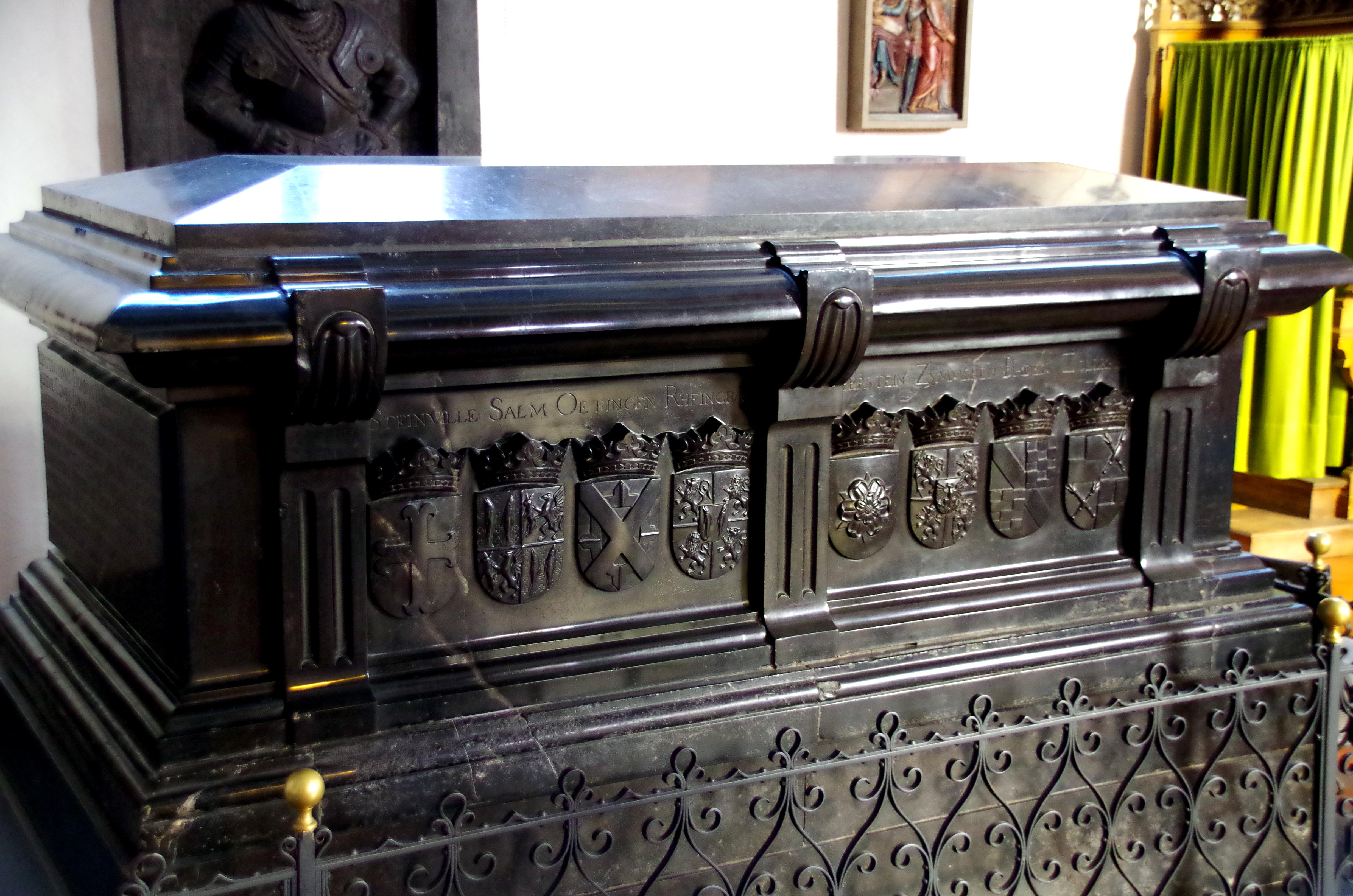
Sarkophag der Sibylla von Hohenzollern
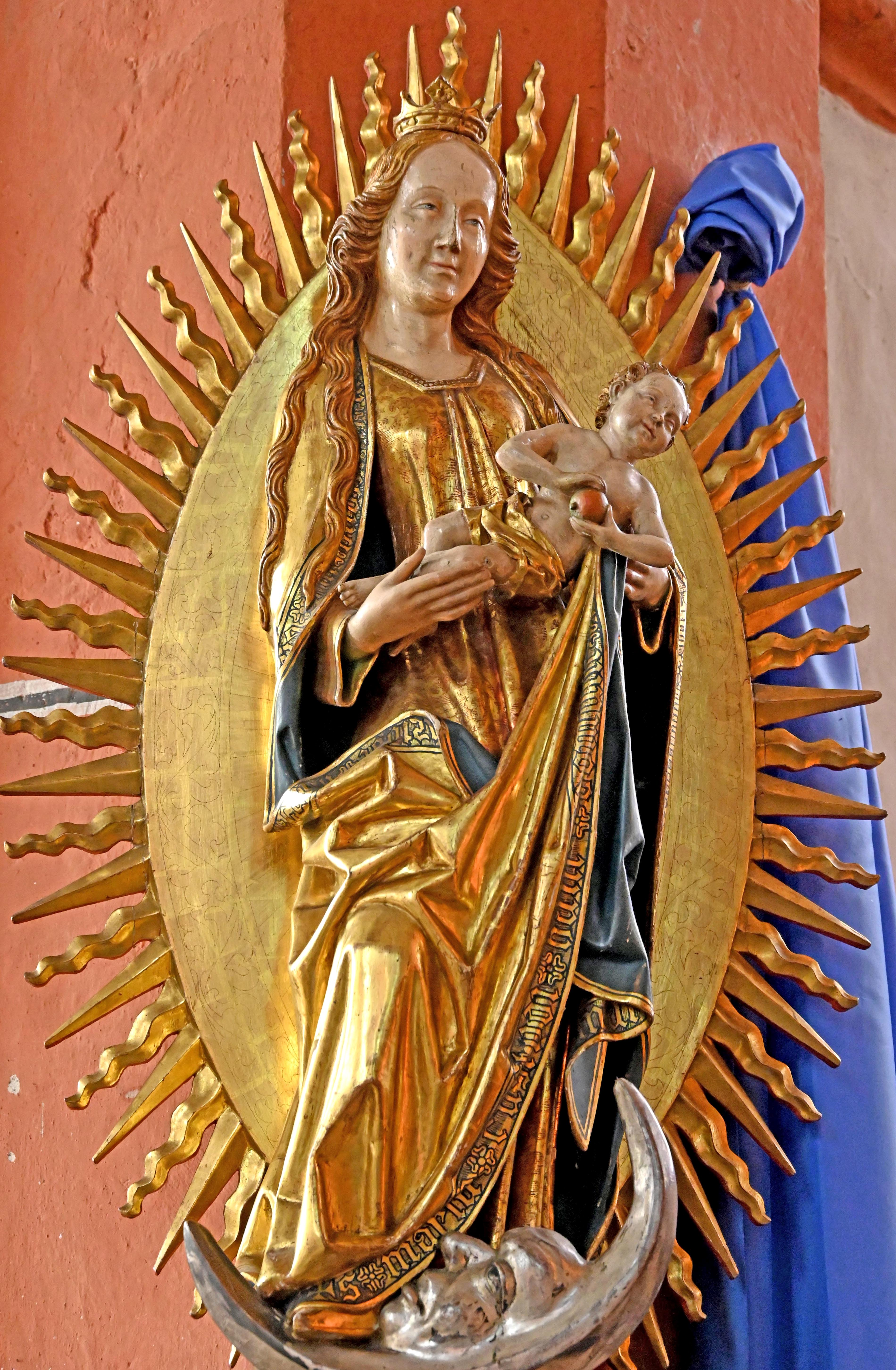
Madonna
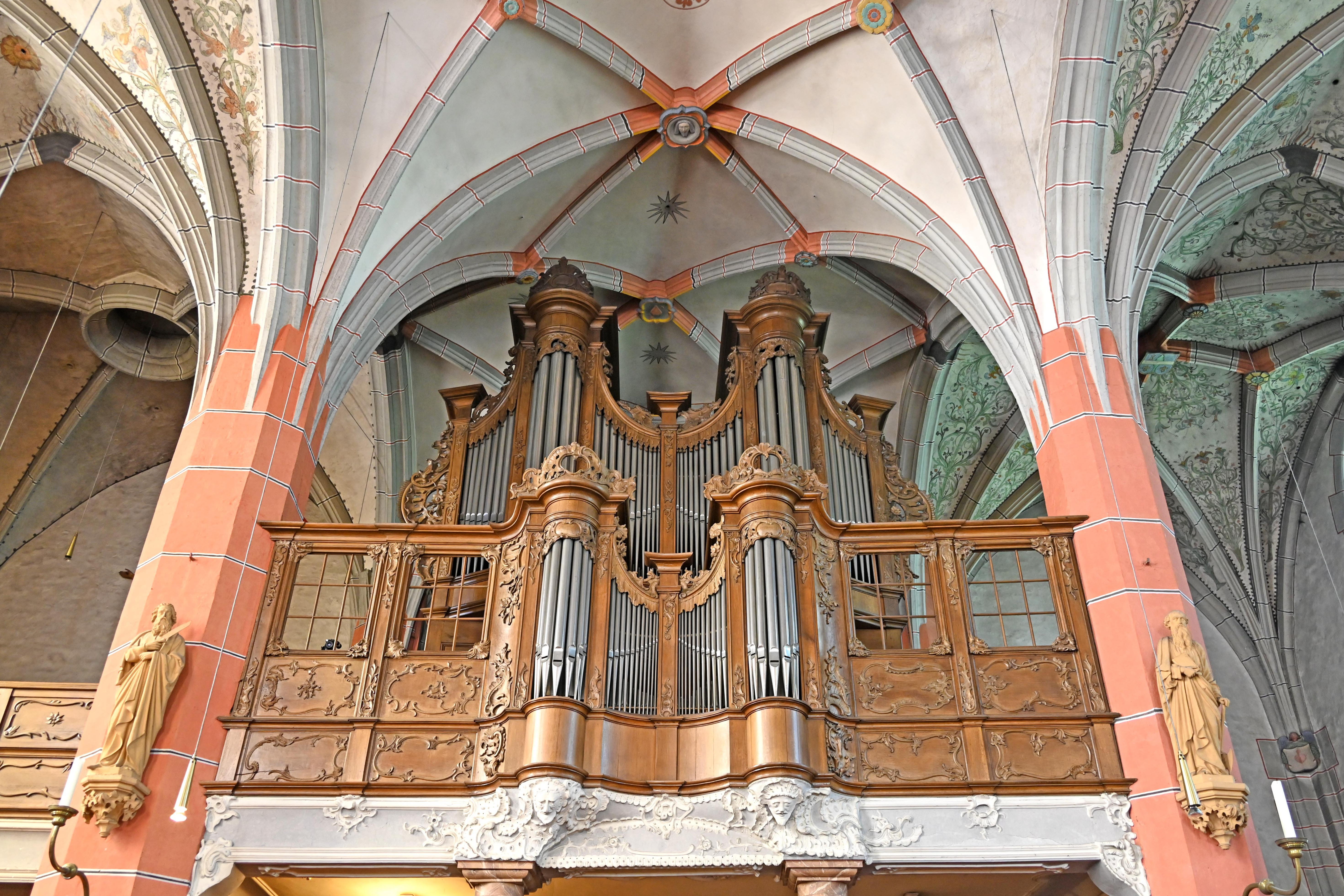
König-Orgel (1770)
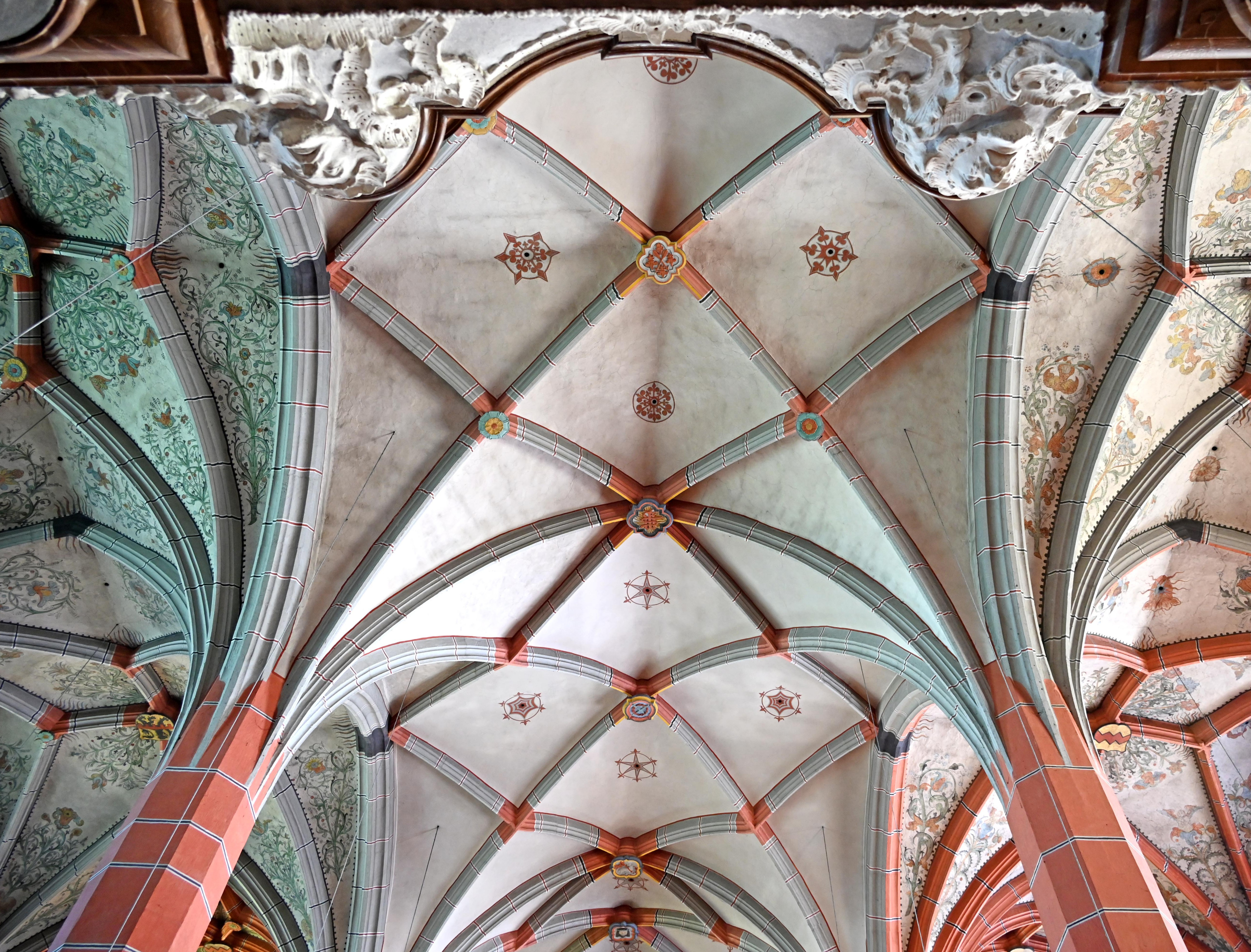
Got. Gewölbe
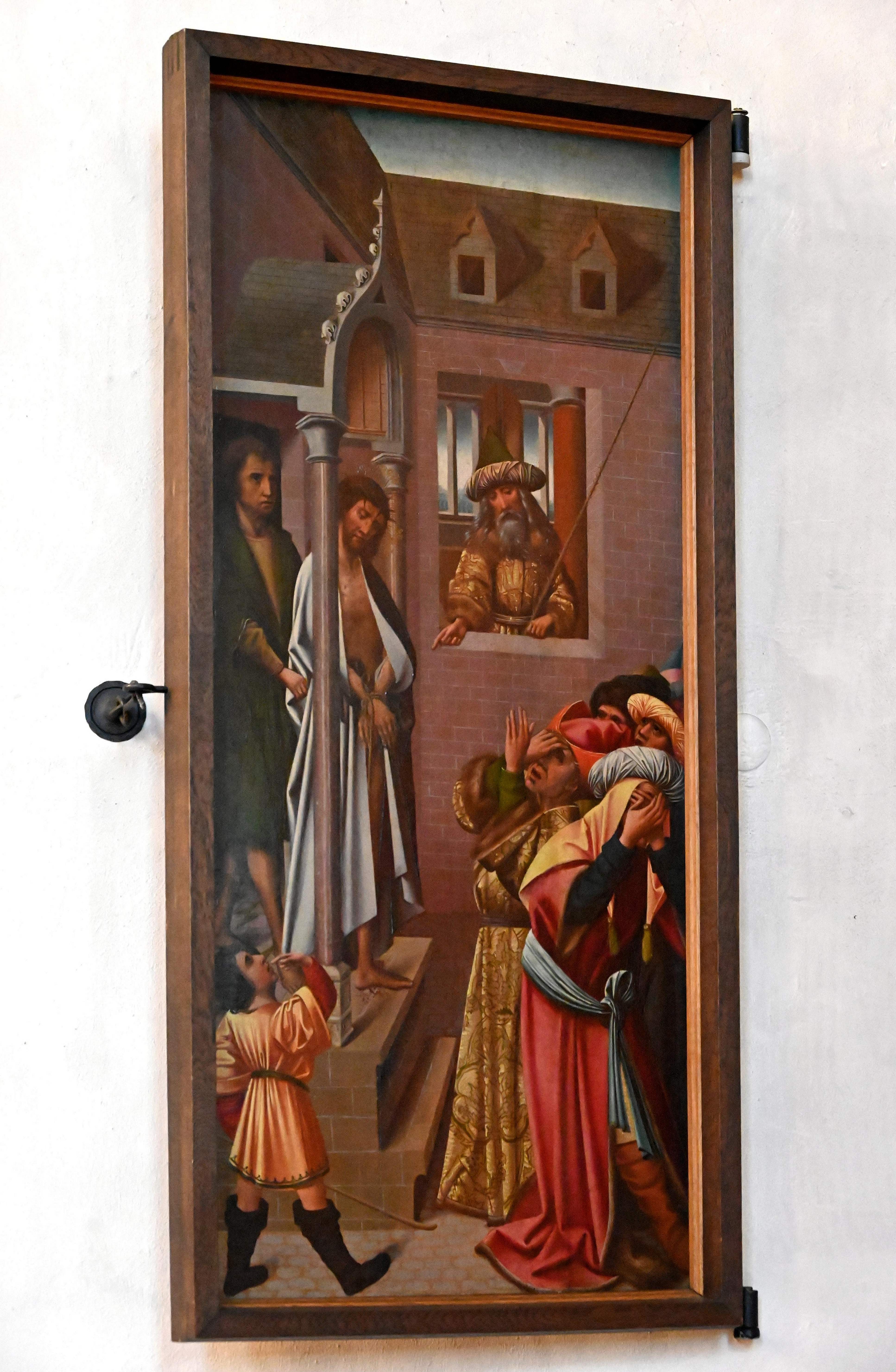
Altarflügel um 1500
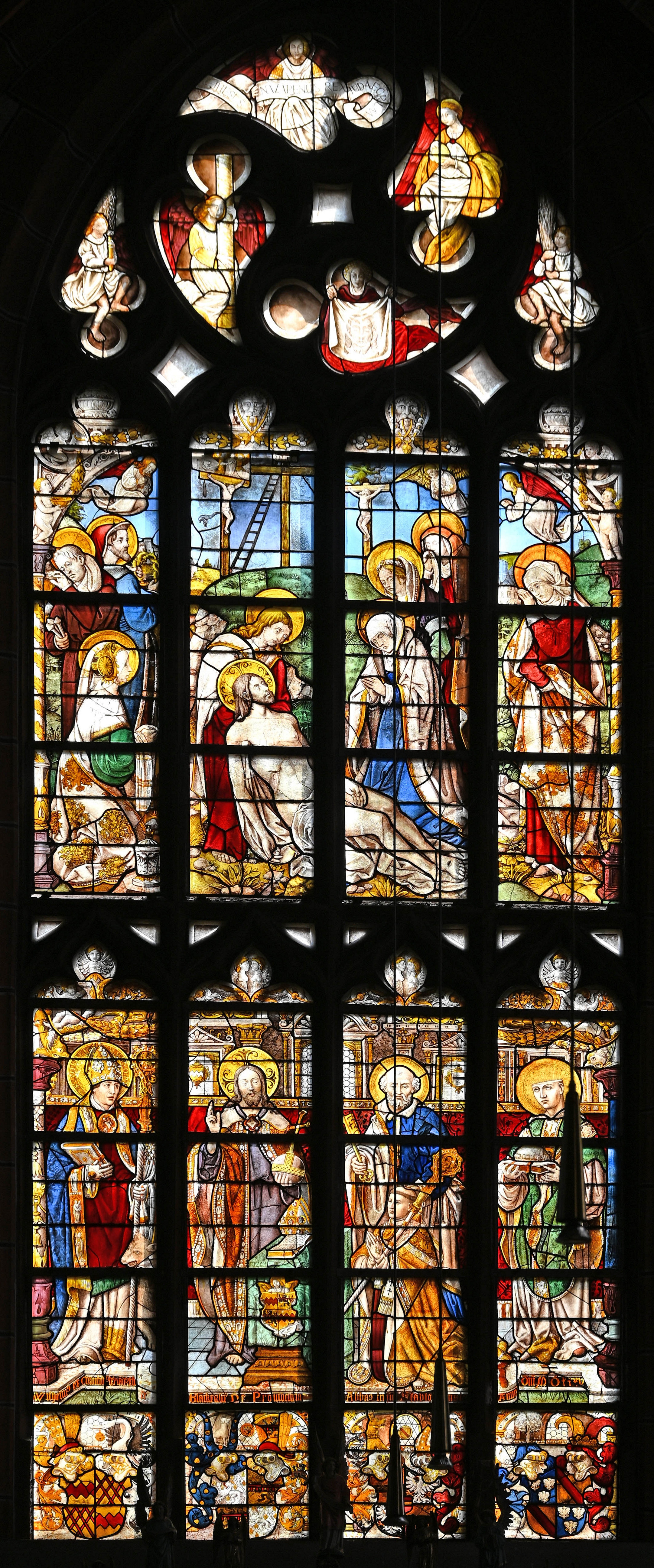
Fenster um 1535
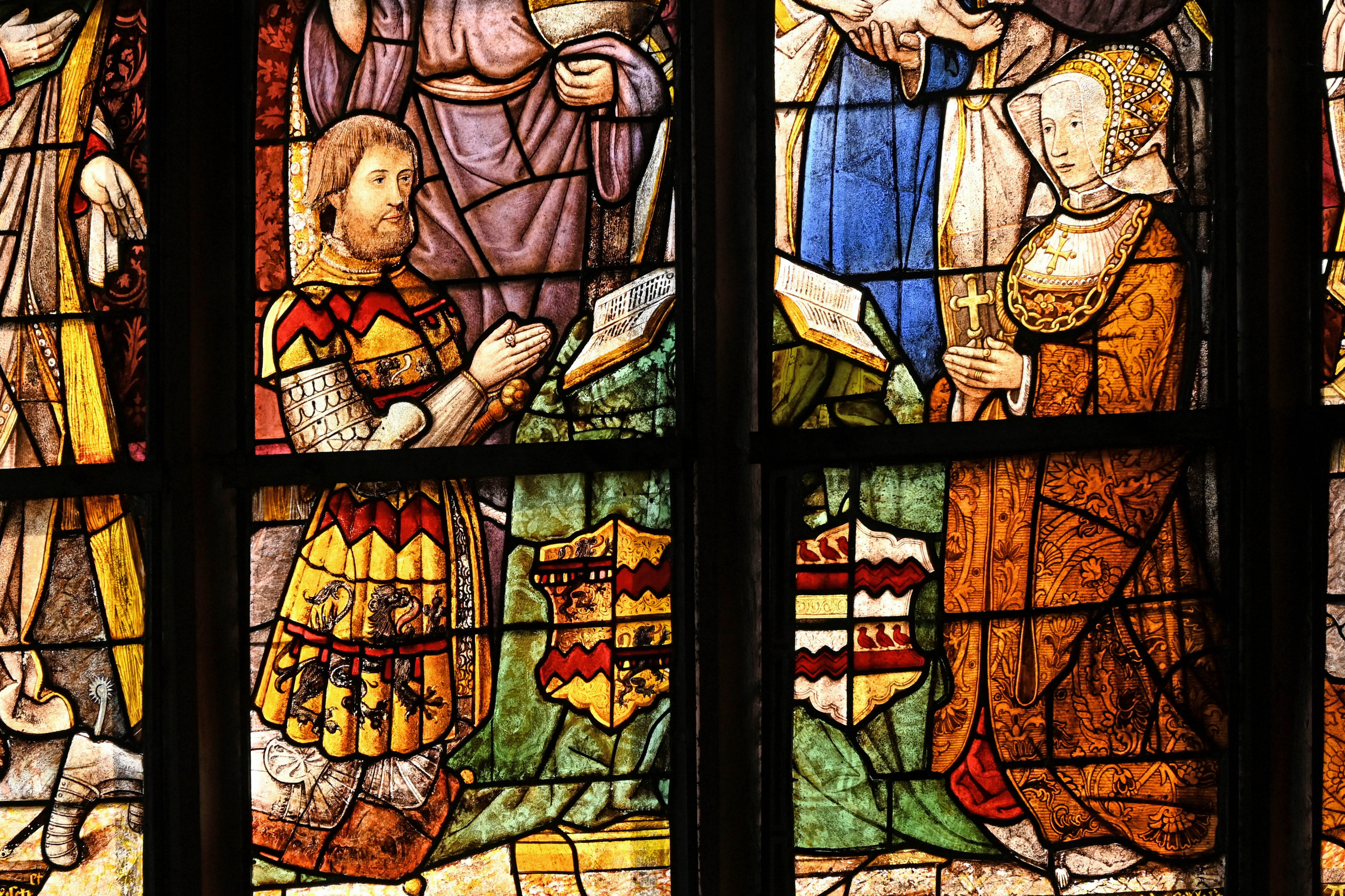
Stifterfenster Graf Dietrich IV.

## Fledermausquartier
Der Dachboden der Kirche ist 2004 als FFH-Gebiet Schlosskirche in Schleiden mit einer Größe von 0,08 ha ausgewiesen worden. Auf dem Dachboden der Kirche befindet sich eine Wochenstube der Fledermausart Großes Mausohr (Myotis myotis).

## Pfarrer
Folgende Priester waren bislang Pfarrer an St. Philippus und Jakobus:
| von – bis | Name             |
| --------- | ---------------- |
| 1920–1931 | Otto Frings      |
| 1931–1969 | Walter Neujean   |
| 1969–1982 | Wolfgang Schröer |
| 1982–1989 | Bernhard Frohn   |
| 1989–2023 | Philipp Cuck     |
| Seit 2023 | Thomas Schlütter |